# Transport nucléo-cytoplasmique

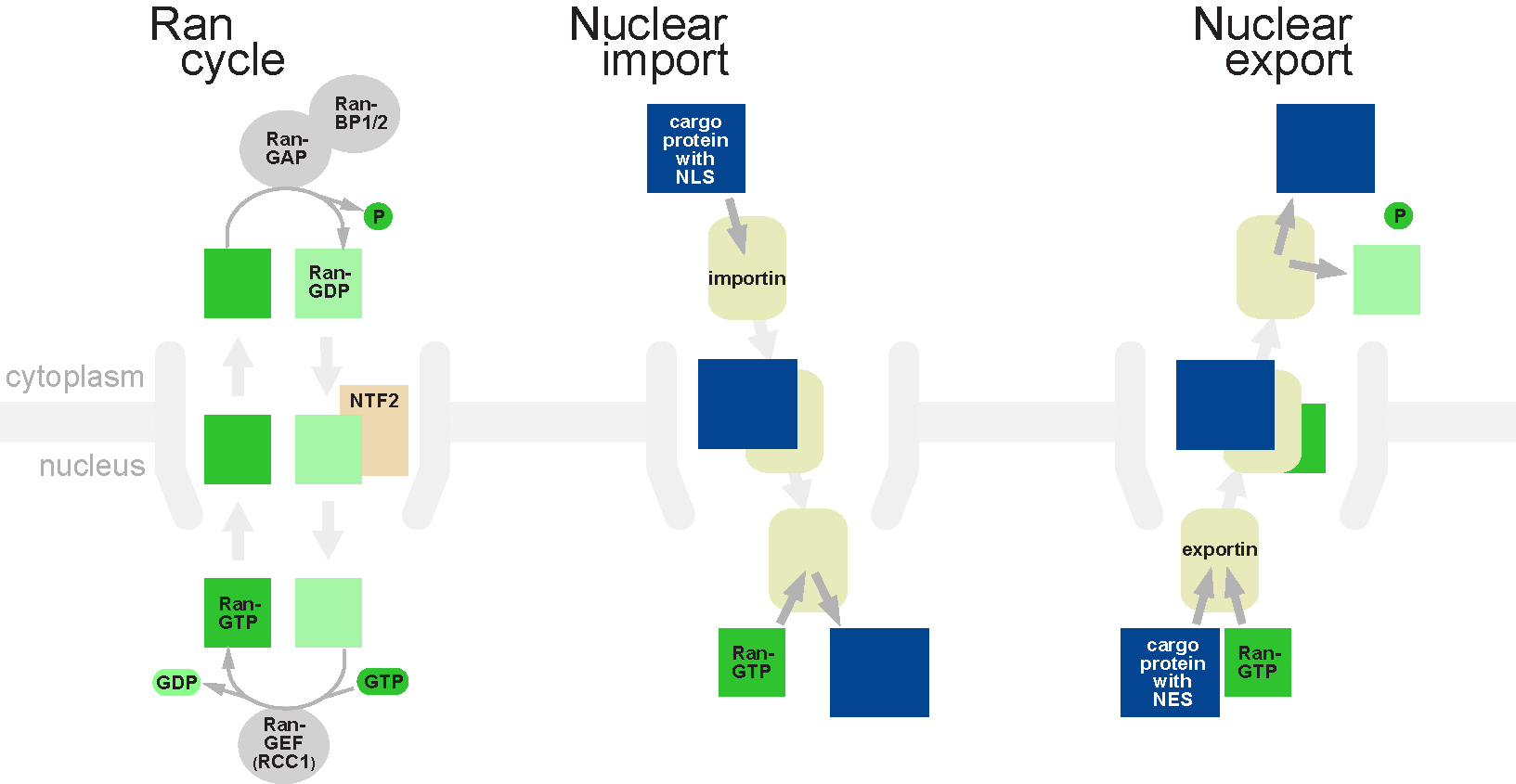
Schéma du transport.

Le transport nucléo-cytoplasmique est le mécanisme par lequel des macromolécules sont transférées du noyau des cellules au cytoplasme et vice-versa. Ce transport s'effectue au travers des pores nucléaires qui sont des canaux à travers la double enveloppe membranaire du noyau. 
Les petites molécules sont capables de traverser les pores nucléaires par simple diffusion passive. Les macromolécules ou les particules de plus grande taille (virus...) ne peuvent en revanche pas directement franchir les pores. Leur transport  nécessite l'intervention de facteurs protéiques additionnels. Ceux-ci sont appelés karyophérines et peuvent fonctionner comme importine (import de protéines  vers le noyau) ou comme exportine (export du noyau vers le cytoplasme). Les karyophérines sont des protéines de la super-famille de l'importine-β avec laquelle elles possèdent une des homologies de séquence significative.
L'import ou l'export des protéines nécessite la présence de signaux spécifiques dans leur séquence qui sont reconnus par les karyophérines ou par des protéines adaptatrices.

## Import
Les protéines de poids moléculaire supérieur à 30kDa et possédant un signal de localisation nucléaire NLS (nuclear localization sequence) ont pour vocation d'être importées dans le noyau constitutivement ou en réponse à un signal. Il existe différents types de NLS avec des séquences consensus généralement faibles mais une de leurs caractéristiques est d'être constitués de plusieurs acides aminés (10 à 15) basiques (par exemple lysine et arginine). La séquence consensus des NLS est Pro-Lys-Lys-Lys-Arg-Lys-Val.
Les séquences NLS des protéines sont reconnues par des importines qui servent de transporteur à travers le pore : elles deviennent ainsi des « protéines cargos »,
Le schéma classique de l'import des protéines-NLS est le suivant : l'importine-α se lie initialement à la séquence NLS et sert d'adaptateur à l'importine-β. Le complexe importineβ-importineα-protéine-NLS passe par translocation (à travers le pore nucléaire) dans le noyau grâce à une interaction "importine-pore" (ATP dépendante). Une fois à l'intérieur du noyau, l'importine-β est dissociée du complexe par une molécule de Ran-GTP. L'exportine CAS qui est liée à Ran-GTP dans le noyau, interagit alors avec l'importine-α et la dissocie de la protéine-NLS. Celle-ci est alors libérée dans le nucléoplasme. Les complexes importine-β-RanGTP et importine-α-CAS-RanGTP peuvent alors diffuser vers le cytoplasme. Dans le cytoplasme, les molécules de GTP sont hydrolysées en GDP ce qui aboutit au relargage des importines α et β qui sont alors disponibles pour un nouveau cycle d'import de protéine-NLS.
Le mécanisme de sumoylation par RanBP2 participe également au passage du pore nucléaire.

## Export
- Séquence d'exportation nucléaire
- Export de l'ARN messager.
- Export protéique.